# 4052 Crovisier
4052 Crovisier è un asteroide della fascia principale. Scoperto nel 1981, presenta un'orbita caratterizzata da un semiasse maggiore pari a 3,0226362 UA e da un'eccentricità di 0,0725740, inclinata di 9,15921° rispetto all'eclittica.